# Baixas na Guerra Russo-Ucraniana

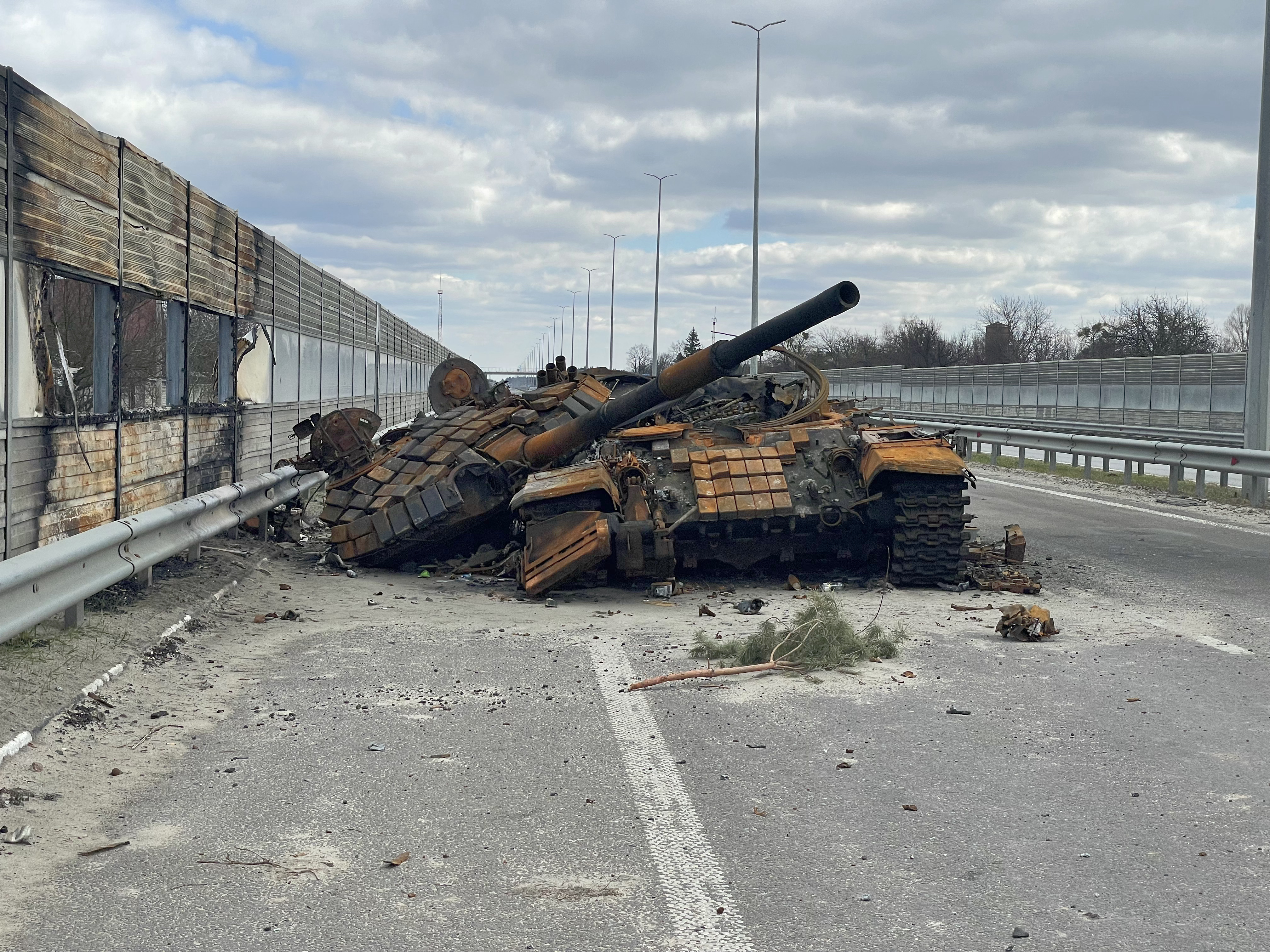
Um T-72 russo destruído na Ucrânia.

As baixas na Guerra Russo-Ucraniana incluíram seis mortes durante a anexação da Crimeia pela Federação Russa e milhares de mortes de civis e forças militares durante a guerra em Donbas e a invasão russa da Ucrânia em 2022 .

## Crise da Crimeia
Durante a anexação russa da Crimeia de 23 de fevereiro a 19 de março de 2014, seis pessoas foram mortas. Os mortos incluem: três manifestantes (dois pró-russos e um pró-ucraniano), dois soldados e um soldado das FDS da Crimeia. Os dois soldados ucranianos que foram mortos são regularmente incluídos no número de mortos militares da guerra em Donbas. Em 10 de agosto de 2016, a Rússia acusou as Forças Especiais da Ucrânia de realizar um ataque perto da cidade de Armyansk, na Crimeia, que matou dois militares russos. O governo da Ucrânia rejeitou o relatório como uma provocação.

## Guerra em Donbas
O número total de mortes confirmadas na guerra em Donbas, que começou em 6 de abril de 2014, foi estimada em 13.100–13.300, até 31 de janeiro de 2021. De acordo com o governo ucraniano, 14.000 foram mortos até 13 de maio de 2021. Já outras fontes afirmam um numero maior de 15.000 mortos.

### Total de mortes
| Discriminação                                           | Baixas                          | Período de tempo                             | Fonte                                     |
| ------------------------------------------------------- | ------------------------------- | -------------------------------------------- | ----------------------------------------- |
| Total                                                   | 14 200–14 400 mortos            | 6 de abril de 2014 – 31 de dezembro de 2021  | Nações Unidas                             |
| Civis                                                   | 3 404 mortos (306 estrangeiros) | 6 de abril de 2014 – 31 de dezembro de 2021  | Nações Unidas                             |
| Forças Ucranianas (ZSU, NGU, SBGS e forças voluntárias) | 4 400 mortos                    | 6 de abril de 2014 – 31 de dezembro de 2021  | Nações Unidas                             |
| Forças Ucranianas (ZSU, NGU, SBGS e forças voluntárias) | 4 647 mortos                    | 6 de abril de 2014 – 23 de fevereiro de 2022 | Museu de História Militar                 |
| Forças pró-Rússia (Tropas do DPR e LPR)                 | 6,517 mortos                    | 6 de abril de 2014 – 23 de fevereiro de 2022 | Nações Unidas, DPR & LPR                  |
| Forças Armadas da Rússia                                | 400–500 mortos                  | 6 de abril de 2014 – 10 de março de 2015     | Departamento de Estado dos Estados Unidos |

Inicialmente, o número conhecido de baixas militares ucranianas variou muito devido ao exército ucraniano subestimar drasticamente suas baixas, conforme relatado por médicos, ativistas e soldados no terreno, bem como pelo menos um legislador. Vários funcionários médicos relataram que estavam sobrecarregados devido ao número drástico de vítimas. Eventualmente, o Ministério da Defesa ucraniano afirmou que os números registrados pelo Museu Nacional de História Militar eram os oficiais, embora ainda incompletos, com 4.629 mortes (4.490 identificadas e 139 não identificadas) catalogadas até 1º de dezembro de 2021.
De acordo com as Forças Armadas da Ucrânia, em 5 de março de 2021, 1.175 dos militares ucranianos morreram devido a causas não relacionadas a combate. Posteriormente, os militares não publicaram novos números sobre suas perdas não combatentes, afirmando que poderiam ser consideradas um segredo de Estado.

### Mortes por regiões

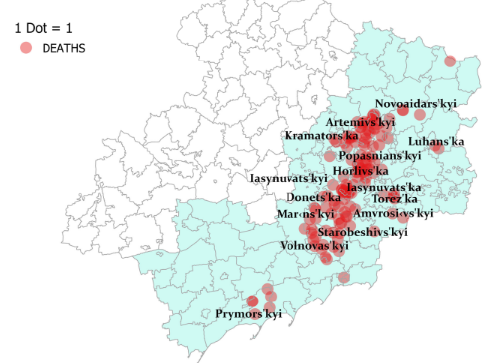
Mortes de soldados ucranianos em 2018.

A tabela a seguir não inclui as 298 mortes do abate do voo 17 da Malaysia Airlines ou as mortes de militares ucranianos, que estão listadas separadamente.
| Região            | Fatalidades                   | Período de tempo                             | Fonte |
| ----------------- | ----------------------------- | -------------------------------------------- | ----- |
| região de Donetsk | 2.420 civis e rebeldes mortos | 6 de abril de 2014 - 15 de fevereiro de 2015 | OCHA  |
| região de Luhansk | 1.185 civis e rebeldes mortos | 1 de maio de 2014 - 15 de fevereiro de 2015  | OCHA  |
| região de Donetsk | 5.042 civis e rebeldes mortos | 6 de abril de 2014 - 18 de fevereiro de 2022 | DPR   |
| região de Luhansk | 1.328 civis e rebeldes mortos | 6 de abril de 2014 - 31 de dezembro de 2017  | LPR   |

### Desaparecido e capturado
No início de junho de 2015, os promotores da região de Donetsk relataram que 1.592 civis haviam desaparecido em áreas controladas pelo governo, dos quais 208 haviam sido localizados. Ao mesmo tempo, um relatório das Nações Unidas afirmou que 1.331 a 1.460 pessoas estavam desaparecidas, incluindo pelo menos 378 soldados e 216 civis. 345 corpos não identificados, na maioria soldados, também foram confirmados como mantidos em necrotérios no Oblast de Dnipropetrovsk ou enterrados. Ao todo, no final de outubro, 774 pessoas estavam desaparecidas de acordo com o governo, incluindo 271 soldados. No final de dezembro de 2017, o número de desaparecidos confirmados no lado ucraniano era de 402, incluindo 123 soldados. Os separatistas também relataram 433 desaparecidos em meados de dezembro de 2016, e 321 desaparecidos em meados de fevereiro de 2022.
Em meados de março de 2015, de acordo com o Serviço de Segurança da Ucrânia (SBU), 1.553 separatistas foram libertados do cativeiro durante as trocas de prisioneiros entre os dois lados. Posteriormente, a Ucrânia libertou outras 322 pessoas no final de fevereiro de 2016, enquanto em setembro, 1.598 membros das forças de segurança e 1.484 civis foram libertados pelos rebeldes. 1.110 combatentes e simpatizantes separatistas, incluindo 743 civis, ainda estavam detidos pelas forças ucranianas no final de março de 2016. O número de prisioneiros separatistas foi atualizado para 816, incluindo 287–646 civis, em dezembro. No final de maio de 2015, o comandante ucraniano do aeroporto de Donetsk, Oleg Kuzminykh, que foi capturado durante a batalha pelo complexo, foi libertado.
Em dezembro de 2017, ocorreu uma grande troca de prisioneiros, onde os rebeldes libertaram 73 dos 176 prisioneiros que mantinham, enquanto a Ucrânia libertou 306 dos 380 de seus prisioneiros. Dos que foram libertados pela Ucrânia, 29 trazidos para o ponto de troca se recusaram a voltar ao território controlado pelos separatistas, enquanto 40 que já haviam sido liberados anteriormente não compareceram à troca. Enquanto isso, dos libertados pelos rebeldes, 32 eram soldados. Isso elevou o número total de prisioneiros libertados pelos rebeldes para 3.215. Entre aqueles ainda detidos pelos separatistas, 74 eram soldados. O número de prisioneiros libertados foi atualizado para 3.224 no final de junho de 2018, enquanto o número de prisioneiros ainda detidos pelos rebeldes foi colocado em 113. No final de dezembro de 2019, ocorreu uma nova troca de prisioneiros, com a Ucrânia libertando 124 combatentes separatistas e seus apoiadores, enquanto 76 prisioneiros, incluindo 12 soldados, foram devolvidos à Ucrânia pelos rebeldes. Outros cinco ou seis prisioneiros libertados pelos separatistas decidiram ficar em territórios controlados pelos rebeldes.

### Lutadores estrangeiros
Voluntários estrangeiros estiveram envolvidos no conflito lutando em ambos os lados. A ONG Cargo 200 informou que eles documentaram a morte de 1.479 cidadãos russos enquanto lutavam como parte das forças rebeldes. O Departamento de Estado dos Estados Unidos estimou que 400 a 500 deles eram soldados russos regulares. Dois quirguizes e um georgiano também foram mortos lutando no lado separatista. Além disso, pelo menos 211 cidadãos ucranianos nascidos no exterior e 13 estrangeiros morreram no lado ucraniano. Um dos mortos foi o ex-comandante rebelde checheno Isa Munayev .
No final de agosto de 2015, de acordo com um vazamento relatado por um site de notícias russo, Business Life (Delovaya Zhizn), 2.000 soldados russos foram mortos na Ucrânia até 1º de fevereiro de 2015.

### Civis estrangeiros
312 civis estrangeiros morreram: 298 passageiros e tripulantes do voo 17 da Malaysia Airlines, 11 jornalistas russos, um jornalista italiano, um civil russo em bombardeio transfronteiriço e um diplomata lituano.

### Minas terrestres e outros restos explosivos
Como consequência do conflito, grandes áreas da região de Donbas foram contaminadas com minas terrestres e outros resíduos explosivos de guerra (ERW). De acordo com o Coordenador Humanitário da ONU na Ucrânia, em 2020 a Ucrânia era um dos países mais afetados por minas do mundo, com quase 1.200 vítimas de minas/ERG desde o início do conflito em 2014. Um relatório do UNICEF divulgado em dezembro de 2019 disse que 172 crianças foram feridas ou mortas devido a minas terrestres e outros explosivos.

## Invasão russa da Ucrânia

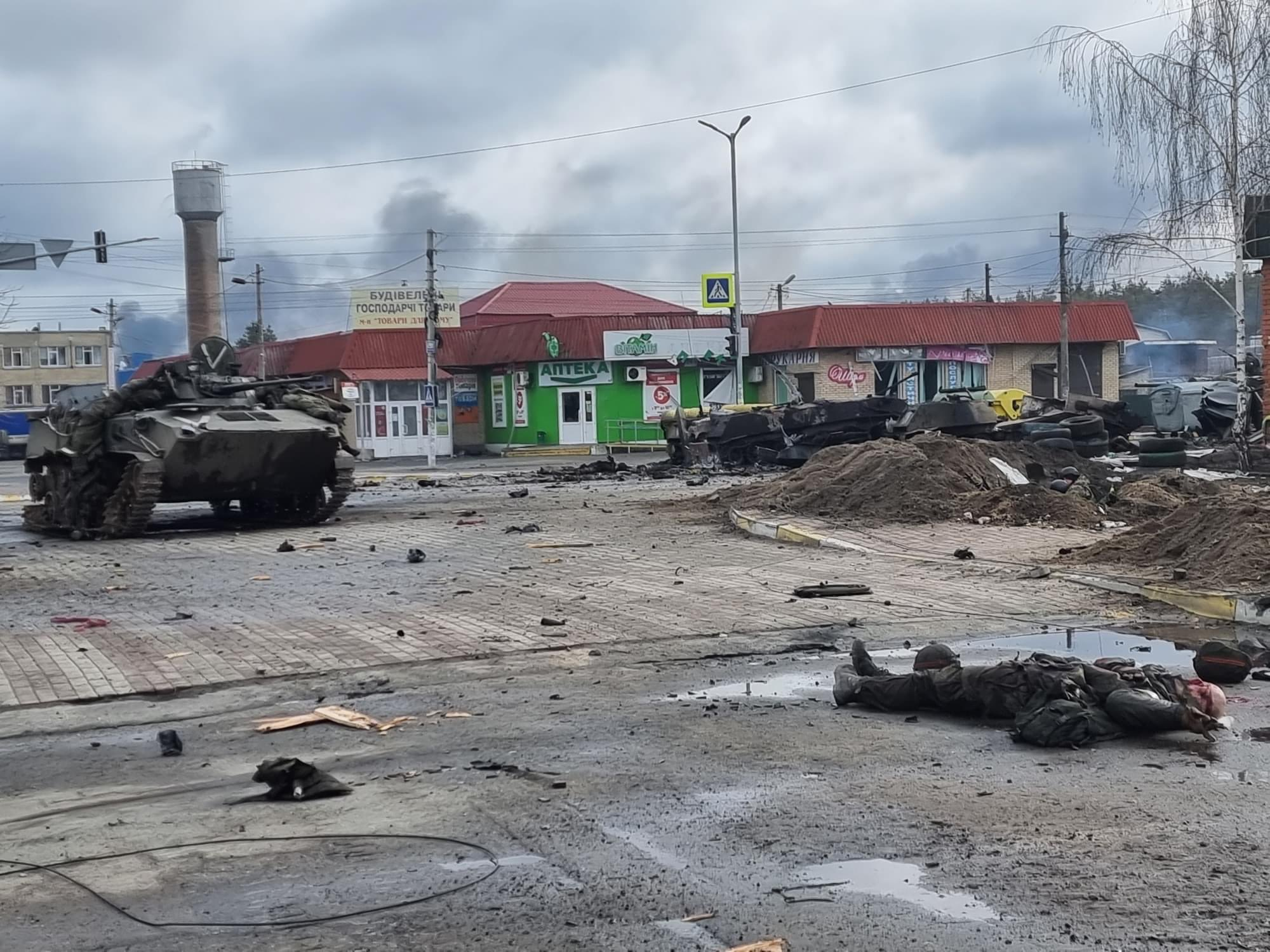
Equipamentos destruídos e soldados russos mortos na Batalha de Hostomel, em março de 2022.

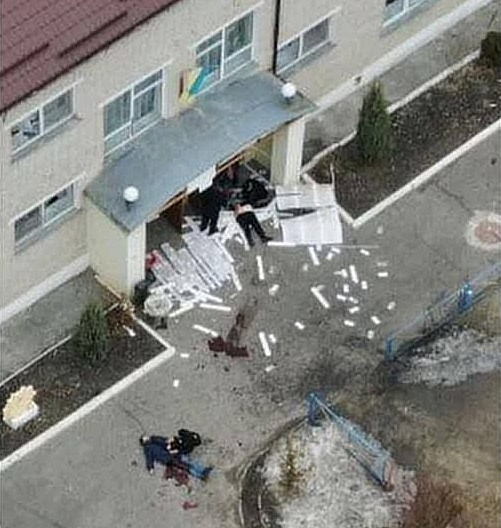
Civis ucranianos mortos após um ataque russo contra a cidade de Okhtyrka.

### Total de perdas na invasão russa até a presente data

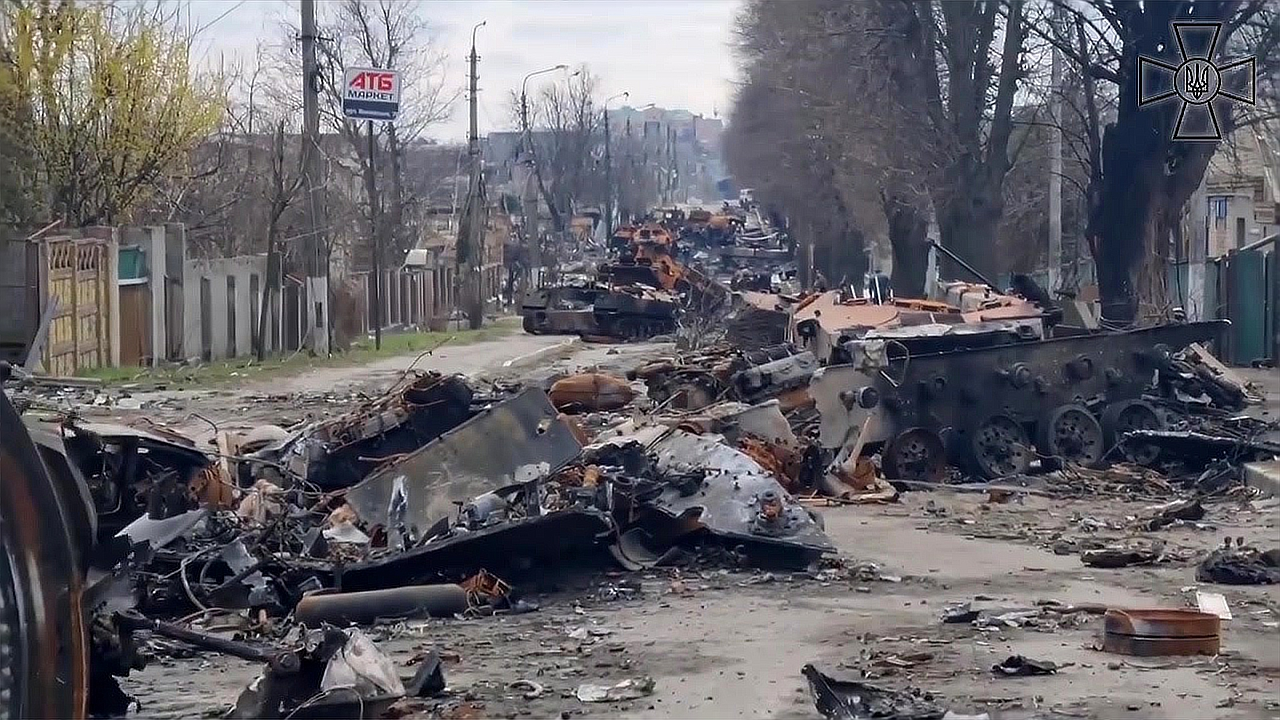
Equipamento militar russo destruído em Bucha, no norte da Ucrânia, em abril de 2022.

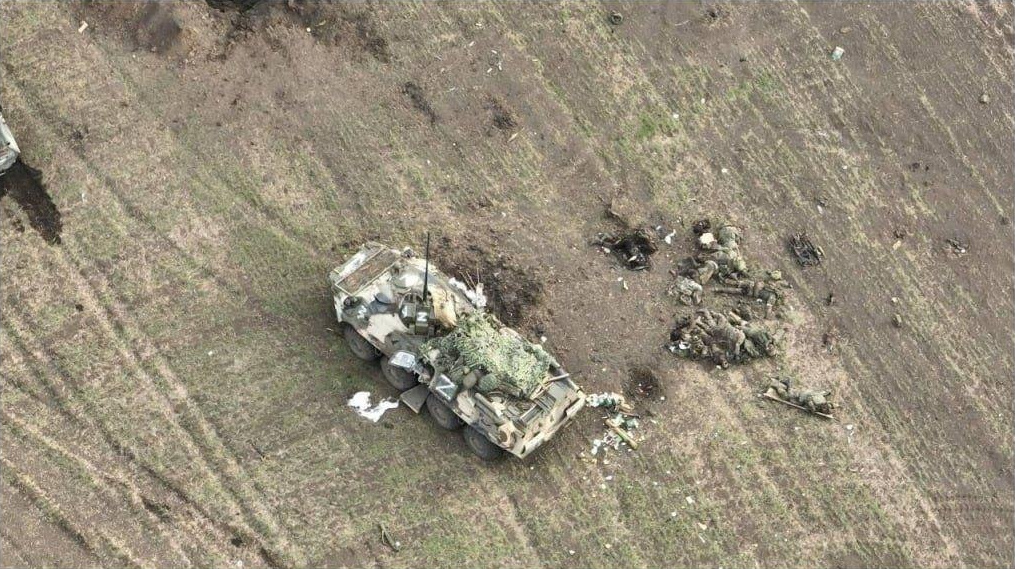
Militares russos mortos ao lado de um blindado destruído.

| Discriminação                                                               | Baixas                                                           | Período de tempo                                  | Fonte                                     |
| --------------------------------------------------------------------------- | ---------------------------------------------------------------- | ------------------------------------------------- | ----------------------------------------- |
| Civis                                                                       | 9 000–16 502 mortos (conf.)                                      | 24 de fevereiro de 2022 – 17 de janeiro de 2023   | Governo Ucraniano                         |
| Civis                                                                       | 8 006 mortos, 13 287 feridos (conf. mínima, possivelmente maior) | 24 de fevereiro de 2022 – 20 de fevereiro de 2023 | Nações Unidas                             |
| Civis                                                                       | 20 000 mortos e feridos                                          | 24 de fevereiro – 30 de novembro de 2022          | Estimativa da CE                          |
| Civis                                                                       | 30 000 mortos                                                    | 24 de fevereiro de 2022 – 22 de janeiro de 2023   | Chefe da Defesa Norueguês                 |
| Forças ucranianas (ZSU, NGU, SBGS, PSMOP)                                   | 383 000 mortos, feridos ou desaparecidos                         | 24 de fevereiro de 2022 – 19 de dezembro de 2023  | Ministério da Defesa da Federação Russa   |
| Forças ucranianas (ZSU, NGU, SBGS, PSMOP)                                   | 70 000 mortos e 120 000 feridos                                  | 24 de fevereiro de 2022 – 18 de agosto de 2023    | Estimativa dos Estados Unidos             |
| Forças ucranianas (ZSU)                                                     | 10 000–13 000 mortos                                             | 24 de fevereiro – 1 de dezembro de 2022           | Governo Ucraniano                         |
| Forças russas (VSRF, Rosgvardiya, FSB, FSO, PMCs Wagner & Redut, DPR & LPR) |                                                                  |                                                   |                                           |
| 113 000 mortos e 214 000 feridos                                            | 24 de fevereiro de 2022 – 20 de fevereiro de 2024                | Estimativa da BBC News Rússia                     |                                           |
| 135 000 mortos, feridos ou desaparecidos (40 000–60 000 mortos)             | 24 de fevereiro de 2022 – 16 de fevereiro de 2024                | Estimativa do Ministério da Defesa britânico      |                                           |
| 350 000 mortos, feridos ou desaparecidos                                    | 24 de fevereiro de 2022 – 24 de fevereiro de 2024                | Estimativa dos Estados Unidos                     |                                           |
| 409 820 baixas (incluindo 180 000 mortos)                                   | 24 de fevereiro de 2022 – 7 de setembro de 2023                  | Estimativa do Governo Ucraniano                   |                                           |
| Forças russas (excluindo separatistas)                                      | 83 000–90 000+ mortos                                            | 24 de fevereiro de 2022 – 20 de fevereiro de 2024 | Estimativa da BBC News Rússia & Mediazona |
| Forças Russos (PMC Wagner)                                                  | 22 000 mortos, 40 000 feridos                                    | 24 de fevereiro de 2022 – 20 de maio de 2023      | Grupo Wagner                              |
| Forças Russos (PMC Wagner)                                                  | 20 000 mortos, 40 000 feridos                                    | 24 de fevereiro de 2022 – 30 de novembro de 2023  | Estimativa do Reino Unido                 |
| Forças separatistas de Donetsk e Luhansk)                                   | 23 200 mortos                                                    | 24 de fevereiro de 2022 – 20 de fevereiro de 2024 | Estimativa da BBC News Rússia             |